# Apple Daily (Tajwan)
Apple Daily (chiń. 蘋果日報) – tajwański dziennik, jedna z głównych gazet codziennych w kraju na początku XXI wieku. Został założony w 2003 roku. W 2021 roku publikacja zawiesiła wydanie papierowe, kontynuując jednak publikację internetową.
Jest to siostrzana publikacja dziennika hongkońskiego o tym samym tytule, istniejącego od 1995 r. do 2021 r.